# RECITE
program RECITE (ang. Regions and Cities for Europe - Recite) – program Regiony i Miasta dla Europy wspólnotowy program z zakresu polityki regionalnej i strukturalnej, którego nazwa jest akronimem od pełnej angielskiej nazwy programu. Zainicjowany został rozporządzeniem Komisji Europejskiej w 1991 r. Głównym celem programu jest zacieśnianie współpracy między regionami i miastami Unii Europejskiej, które liczą powyżej 50 tysięcy mieszkańców. Program wspiera wymianę doświadczeń między władzami regionalnymi oraz ma na celu poprawę funkcjonowania samorządów lokalnych i regionalnych. Wspiera także projekty, które są specyficzne dla danego miasta lub regionu. Ma na celu także zaawansowaną wymianę informacji pomiędzy regionami i miastami oraz ochronę środowiska naturalnego w obszarach mocno zurbanizowanych. Pierwsza edycja programu zakończona została w 1997 r.
Jej sukces skłonił Komisję Europejską do uruchomienia w latach 1998–2002 drugiej edycji pod nazwą Recite II. Recite II finansował przede wszystkim projekty w zakresie rozwoju lokalnego potencjału, ze szczególnym uwzględnieniem tworzenia nowych miejsc pracy, obecności małego biznesu na obszarze rynku wewnętrznego Unii Europejskiej, ochrony środowiska naturalnego oraz stworzenia równych warunków działalności gospodarczej.